# Andrej Đokanović
Andrej Đokanović, né le 1er mars 2001 à Kasindo en Bosnie-Herzégovine, est un footballeur international bosnien qui évolue au poste de milieu défensif au Manisa FK en prêt de MKE Ankaragücü.

## Biographie

### FK Sarajevo
Andrej Đokanović est formé au sein du club du FK Sarajevo, en Bosnie-Herzégovine. En novembre 2017 il signe son premier contrat professionnel avec son club formateur, d'une durée de trois ans. Le 25 mai 2019, il joue son premier match de championnat avec l'équipe première du FK Sarajevo, face au NK GOŠK Gabela. Ce jour-là, il est titulaire au poste de défenseur central, et son équipe remporte la partie (0-2). Il devient champion de Bosnie-Herzégovine avec le FK Sarajevo lors de la saison 2018-2019.
Le 13 août 2019, il prolonge son contrat jusqu'en 2024 avec son club formateur.
En 2019, Andrej Đokanović découvre la Ligue des champions, en entrant en jeu lors de la double confrontation avec le Celtic Glasgow, le 9 juillet (défaite 1-3 du FK Sarajevo) et le 17 juillet (défaite 2-1 du FK Sarajevo).

### Passage en Turquie
Le 3 février 2023, Andrej Đokanović rejoint la Turquie afin de s'engager en faveur du MKE Ankaragücü. Il signe un contrat courant jusqu'en juin 2027.
Le 19 janvier 2024, Andrej Đokanović est prêté au Manisa FK, en deuxième division turque, jusqu'à la fin de la saison.

### En sélection nationale
Avec les moins de 19 ans il joue un total de cinq matchs, tous en 2019. Il marque également un but, lors de sa dernière apparition avec cette sélection, le 19 novembre 2019 contre l'Angleterre. Il officie également comme capitaine ce jour-là mais son équipe s'incline par quatre buts à un.
Andrej Đokanović reçoit sa première sélection avec l'équipe de Bosnie-Herzégovine espoirs le 15 octobre 2019, lors d'un match face à l'Allemagne. La Bosnie s'incline par deux buts à zéro ce jour-là.

### Palmarès
FK Sarajevo
- Championnat de Bosnie-Herzégovine (2) :
  - Champion : 2018-19 et 2019-20.